# Baeoura trichopoda hassenensis
Baeoura trichopoda hassenensis is een ondersoort van de tweevleugelige Baeoura trichopoda uit de familie steltmuggen (Limoniidae). De soort komt voor in het Oriëntaals gebied.